# Eleições autárquicas de 2017 na Amadora
As eleições autárquicas de 2017 serviram para eleger os diferentes órgãos do poder local do Concelho da Amadora.
Carla Tavares, presidente pelo Partido Socialista desde 2013, manteve a liderança da autarquia, reforçando a votação alcançada em 2013, ao alcançar 48,0% dos votos e 7 vereadores. Com este resultado, os socialistas mantiveram a liderança autárquica da Amadora que detêm desde 1997.

## Listas e Candidatos
| Lista | Lista                                           | Candidato                |
| ----- | ----------------------------------------------- | ------------------------ |
|       | Partido Socialista                              | Carla Tavares            |
|       | PSD-CDS                                         | Carlos Silva             |
|       | Coligação Democrática Unitária                  | Amável Alves             |
|       | Bloco de Esquerda                               | Deolinda Martin          |
|       | Pessoas–Animais–Natureza                        | Patrícia Caeiro          |
|       | Movimento Independente pela Amadora             | João Pica                |
|       | Partido Comunista dos Trabalhadores Portugueses | Carlos Quaresma da Costa |
|       | Nós, Cidadãos!                                  | Mário de Carvalho        |
|       | Partido Trabalhista Português                   | Tânia Marques            |

## Resultados Oficiais
Os resultados para os diferentes órgãos do poder local da Amadora foram os seguintes:

## Mapa

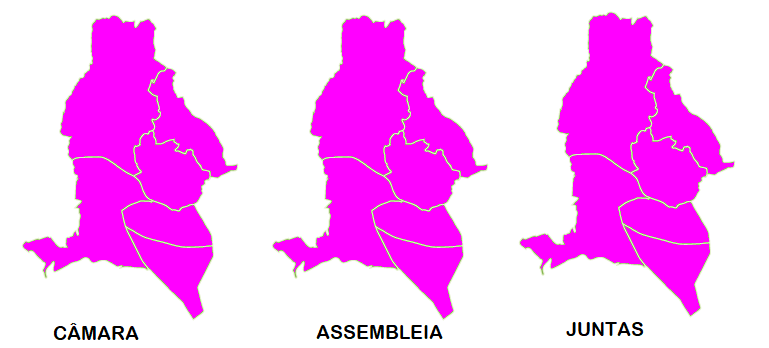
Partido mais votado por Freguesia

### Câmara Municipal
| Partido                 | Partido                             | Votos   | %               | +/-  | Vereadores | +/-     |
| ----------------------- | ----------------------------------- | ------- | --------------- | ---- | ---------- | ------- |
|                         | Partido Socialista                  | 29 845  | 47,97 / 100,00  | 2,52 | 7 / 11     | Estável |
|                         | PSD-CDS                             | 11 253  | 18,09 / 100,00  | 0,05 | 2 / 11     | Estável |
|                         | Coligação Democrática Unitária      | 7 601   | 12,22 / 100,00  | 6,93 | 1 / 11     | 1       |
|                         | Bloco de Esquerda                   | 4 321   | 6,94 / 100,00   | 1,54 | 1 / 11     | 1       |
|                         | Pessoas–Animais–Natureza            | 2 009   | 3,23 / 100,00   | -    | 0 / 11     | -       |
|                         | Movimento Independente pela Amadora | 1 646   | 2,65 / 100,00   | Novo | 0 / 11     | Novo    |
|                         | PCTP/MRPP                           | 1 090   | 1,75 / 100,00   | 0,23 | 0 / 11     | Estável |
|                         | Nós, Cidadãos!                      | 661     | 1,06 / 100,00   | Novo | 0 / 11     | Novo    |
|                         | Partido Trabalhista Português       | 163     | 0,26 / 100,00   | 0,74 | 0 / 11     | Estável |
| Votos Inválidos         | Votos Inválidos                     | 3 631   | 5,83 / 100,00   | 3,61 |            |         |
| Total                   | Total                               | 62 220  | 100,00 / 100,00 |      | 11 / 11    |         |
| Eleitorado/Participação | Eleitorado/Participação             | 145 837 | 42,66 / 100,00  | 1,82 |            |         |

### Assembleia Municipal
| Partido                 | Partido                             | Votos   | %               | +/-     | Vereadores | +/-     |
| ----------------------- | ----------------------------------- | ------- | --------------- | ------- | ---------- | ------- |
|                         | Partido Socialista                  | 27 834  | 44,69 / 100,00  | 1,98    | 17 / 33    | 1       |
|                         | PSD-CDS                             | 11 607  | 18,64 / 100,00  | Estável | 7 / 33     | Estável |
|                         | Coligação Democrática Unitária      | 8 147   | 13,08 / 100,00  | 7,69    | 4 / 33     | 4       |
|                         | Bloco de Esquerda                   | 5 091   | 8,17 / 100,00   | 1,58    | 3 / 33     | 1       |
|                         | Pessoas–Animais–Natureza            | 2 561   | 4,11 / 100,00   | -       | 1 / 33     | -       |
|                         | Movimento Independente pela Amadora | 2 168   | 3,48 / 100,00   | Novo    | 1 / 33     | Novo    |
|                         | PCTP/MRPP                           | 929     | 1,49 / 100,00   | -       | 0 / 33     | -       |
|                         | Partido Trabalhista Português       | 165     | 0,26 / 100,00   | 1,26    | 0 / 33     | Estável |
| Votos Inválidos         | Votos Inválidos                     | 3 783   | 6,07 / 100,00   | 3,71    |            |         |
| Total                   | Total                               | 62 285  | 100,00 / 100,00 |         | 33 / 33    |         |
| Eleitorado/Participação | Eleitorado/Participação             | 145 837 | 42,71 / 100,00  | 1,85    |            |         |

### Juntas de Freguesia
| Partido                 | Partido                        | Votos   | %               | +/-  | Presidentes | +/-     | Vereadores | +/-     |
| ----------------------- | ------------------------------ | ------- | --------------- | ---- | ----------- | ------- | ---------- | ------- |
|                         | Partido Socialista             | 27 381  | 43,95 / 100,00  | 3,43 | 6 / 6       | 1       | 56 / 102   | 4       |
|                         | PSD-CDS                        | 12 152  | 19,51 / 100,00  | 0,47 | 0 / 6       | 1       | 22 / 102   | 1       |
|                         | Coligação Democrática Unitária | 9 124   | 14,65 / 100,00  | 6,40 | 0 / 6       | Estável | 14 / 102   | 11      |
|                         | Bloco de Esquerda              | 5 357   | 8,60 / 100,00   | 2,02 | 0 / 6       | Estável | 8 / 102    | 2       |
|                         | Grupo de Cidadãos              | 3 082   | 4,95 / 100,00   | 2,93 | 0 / 6       | Estável | 2 / 102    | Estável |
|                         | Nós, Cidadãos!                 | 606     | 0,97 / 100,00   | Novo | 0 / 6       | Novo    | 0 / 102    | Novo    |
|                         | PCTP/MRPP                      | 513     | 0,82 / 100,00   | -    | 0 / 6       | -       | 0 / 102    | -       |
| Votos Inválidos         | Votos Inválidos                | 4 083   | 6,56 / 100,00   | 2,99 |             |         |            |         |
| Total                   | Total                          | 62 298  | 100,00 / 100,00 |      | 6 / 6       |         | 102 / 102  | 6       |
| Eleitorado/Participação | Eleitorado/Participação        | 145 837 | 42,72 / 100,00  | 1,87 |             |         |            |         |

## Resultados por Freguesia

### Câmara Municipal
| Freguesia             | %     | %        | %     | %    | %    | %    | %    | %    | %    | Votantes |
| Freguesia             | PS    | PSD -CDS | CDU   | BE   | PAN  | MIPA | PCTP | NC   | PTP  | Votantes |
| --------------------- | ----- | -------- | ----- | ---- | ---- | ---- | ---- | ---- | ---- | -------- |
| Águas Livres          | 47,76 | 17,82    | 12,90 | 7,65 | 3,30 | 1,65 | 1,57 | 1,20 | 0,21 | 13 187   |
| Alfragide             | 39,67 | 29,03    | 8,78  | 7,58 | 3,33 | 2,42 | 0,99 | 0,83 | 0,20 | 6 541    |
| Encosta do Sol        | 50,42 | 15,49    | 12,80 | 6,67 | 2,84 | 1,56 | 2,80 | 1,23 | 0,26 | 9 672    |
| Falagueira-Venda Nova | 50,92 | 14,79    | 14,28 | 6,78 | 3,20 | 2,33 | 1,83 | 0,89 | 0,22 | 8 021    |
| Mina de Água          | 48,99 | 16,30    | 11,32 | 6,83 | 3,36 | 4,20 | 1,77 | 1,05 | 0,29 | 15 118   |
| Venteira              | 47,36 | 19,17    | 12,72 | 6,15 | 3,26 | 3,08 | 1,38 | 1,03 | 0,36 | 9 681    |
| Amadora               | 47,97 | 18,09    | 12,22 | 6,94 | 3,23 | 2,65 | 1,75 | 1,06 | 0,26 | 62 220   |

#### Águas Livres
| Partido                 | Partido                             | Votos  | %               | +/-  |
| ----------------------- | ----------------------------------- | ------ | --------------- | ---- |
|                         | Partido Socialista                  | 6 298  | 47,76 / 100,00  | 7,23 |
|                         | PSD-CDS                             | 2 350  | 17,82 / 100,00  | 0,87 |
|                         | Coligação Democrática Unitária      | 1 701  | 12,90 / 100,00  | 7,71 |
|                         | Bloco de Esquerda                   | 1 009  | 7,65 / 100,00   | 1,49 |
|                         | Pessoas–Animais–Natureza            | 435    | 3,30 / 100,00   | -    |
|                         | Movimento Independente pela Amadora | 217    | 1,65 / 100,00   | Novo |
|                         | PCTP/MRPP                           | 207    | 1,57 / 100,00   | 0,28 |
|                         | Nós, Cidadãos!                      | 158    | 1,20 / 100,00   | Novo |
|                         | Partido Trabalhista Português       | 28     | 0,21 / 100,00   | 0,92 |
| Votos Inválidos         | Votos Inválidos                     | 784    | 5,94 / 100,00   | 5,10 |
| Total                   | Total                               | 13 187 | 100,00 / 100,00 |      |
| Eleitorado/Participação | Eleitorado/Participação             | 31 947 | 41,28 / 100,00  | 1,55 |

#### Alfragide
| Partido                 | Partido                             | Votos  | %               | +/-  |
| ----------------------- | ----------------------------------- | ------ | --------------- | ---- |
|                         | Partido Socialista                  | 2 595  | 39,67 / 100,00  | 4,47 |
|                         | PSD-CDS                             | 1 889  | 29,03 / 100,00  | 0,45 |
|                         | Coligação Democrática Unitária      | 574    | 8,78 / 100,00   | 6,95 |
|                         | Bloco de Esquerda                   | 496    | 7,58 / 100,00   | 0,64 |
|                         | Pessoas–Animais–Natureza            | 218    | 3,33 / 100,00   | -    |
|                         | Movimento Independente pela Amadora | 158    | 2,42 / 100,00   | Novo |
|                         | PCTP/MRPP                           | 65     | 0,99 / 100,00   | 0,22 |
|                         | Nós, Cidadãos!                      | 54     | 0,83 / 100,00   | Novo |
|                         | Partido Trabalhista Português       | 13     | 0,20 / 100,00   | 0,63 |
| Votos Inválidos         | Votos Inválidos                     | 469    | 7,17 / 100,00   | 4,33 |
| Total                   | Total                               | 6 541  | 100,00 / 100,00 |      |
| Eleitorado/Participação | Eleitorado/Participação             | 13 709 | 47,71 / 100,00  | 3,39 |

#### Encosta do Sol
| Partido                 | Partido                             | Votos  | %               | +/-  |
| ----------------------- | ----------------------------------- | ------ | --------------- | ---- |
|                         | Partido Socialista                  | 4 877  | 50,42 / 100,00  | 1,04 |
|                         | PSD-CDS                             | 1 498  | 15,49 / 100,00  | 1,07 |
|                         | Coligação Democrática Unitária      | 1 238  | 12,80 / 100,00  | 6,46 |
|                         | Bloco de Esquerda                   | 645    | 6,67 / 100,00   | 1,58 |
|                         | Pessoas–Animais–Natureza            | 275    | 2,84 / 100,00   | -    |
|                         | PCTP/MRPP                           | 271    | 2,80 / 100,00   | 1,22 |
|                         | Movimento Independente pela Amadora | 151    | 1,56 / 100,00   | Novo |
|                         | Nós, Cidadãos!                      | 119    | 1,23 / 100,00   | Novo |
|                         | Partido Trabalhista Português       | 25     | 0,26 / 100,00   | 0,82 |
| Votos Inválidos         | Votos Inválidos                     | 573    | 5,92 / 100,00   | 3,29 |
| Total                   | Total                               | 9 672  | 100,00 / 100,00 |      |
| Eleitorado/Participação | Eleitorado/Participação             | 22 985 | 42,08 / 100,00  | 2,77 |

#### Falagueira-Venda Nova
| Partido                 | Partido                             | Votos  | %               | +/-  |
| ----------------------- | ----------------------------------- | ------ | --------------- | ---- |
|                         | Partido Socialista                  | 4 084  | 50,92 / 100,00  | 1,23 |
|                         | PSD-CDS                             | 1 186  | 14,79 / 100,00  | 0,65 |
|                         | Coligação Democrática Unitária      | 1 145  | 14,28 / 100,00  | 7,65 |
|                         | Bloco de Esquerda                   | 544    | 6,78 / 100,00   | 1,71 |
|                         | Pessoas–Animais–Natureza            | 257    | 3,20 / 100,00   | -    |
|                         | Movimento Independente pela Amadora | 187    | 2,33 / 100,00   | Novo |
|                         | PCTP/MRPP                           | 147    | 1,83 / 100,00   | 0,31 |
|                         | Nós, Cidadãos!                      | 71     | 0,89 / 100,00   | Novo |
|                         | Partido Trabalhista Português       | 18     | 0,22 / 100,00   | 0,49 |
| Votos Inválidos         | Votos Inválidos                     | 382    | 4,76 / 100,00   | 2,18 |
| Total                   | Total                               | 8 021  | 100,00 / 100,00 |      |
| Eleitorado/Participação | Eleitorado/Participação             | 19 238 | 41,69 / 100,00  | 0,25 |

#### Mina de Água
| Partido                 | Partido                             | Votos  | %               | +/-  |
| ----------------------- | ----------------------------------- | ------ | --------------- | ---- |
|                         | Partido Socialista                  | 7 406  | 48,99 / 100,00  | 0,64 |
|                         | PSD-CDS                             | 2 464  | 16,30 / 100,00  | 0,11 |
|                         | Coligação Democrática Unitária      | 1 712  | 11,32 / 100,00  | 6,49 |
|                         | Bloco de Esquerda                   | 1 032  | 6,83 / 100,00   | 2,09 |
|                         | Movimento Independente pela Amadora | 635    | 4,20 / 100,00   | Novo |
|                         | Pessoas–Animais–Natureza            | 508    | 3,36 / 100,00   | -    |
|                         | PCTP/MRPP                           | 268    | 1,77 / 100,00   | 0,28 |
|                         | Nós, Cidadãos!                      | 159    | 1,05 / 100,00   | Novo |
|                         | Partido Trabalhista Português       | 44     | 0,29 / 100,00   | 0,64 |
| Votos Inválidos         | Votos Inválidos                     | 890    | 5,88 / 100,00   | 3,12 |
| Total                   | Total                               | 15 118 | 100,00 / 100,00 |      |
| Eleitorado/Participação | Eleitorado/Participação             | 35 684 | 42,37 / 100,00  | 1,30 |

#### Venteira
| Partido                 | Partido                             | Votos  | %               | +/-  |
| ----------------------- | ----------------------------------- | ------ | --------------- | ---- |
|                         | Partido Socialista                  | 4 585  | 47,36 / 100,00  | 2,86 |
|                         | PSD-CDS                             | 1 856  | 19,17 / 100,00  | 0,98 |
|                         | Coligação Democrática Unitária      | 1 231  | 12,72 / 100,00  | 6,00 |
|                         | Bloco de Esquerda                   | 595    | 6,15 / 100,00   | 1,13 |
|                         | Pessoas–Animais–Natureza            | 316    | 3,26 / 100,00   | -    |
|                         | Movimento Independente pela Amadora | 298    | 3,08 / 100,00   | Novo |
|                         | PCTP/MRPP                           | 132    | 1,36 / 100,00   | 0,11 |
|                         | Nós, Cidadãos!                      | 100    | 1,03 / 100,00   | Novo |
|                         | Partido Trabalhista Português       | 35     | 0,36 / 100,00   | 0,86 |
| Votos Inválidos         | Votos Inválidos                     | 533    | 5,50 / 100,00   | 3,63 |
| Total                   | Total                               | 9 681  | 100,00 / 100,00 |      |
| Eleitorado/Participação | Eleitorado/Participação             | 22 274 | 43,46 / 100,00  | 2,35 |

### Assembleia Municipal
| Freguesia             | %     | %        | %     | %    | %    | %    | %    | %    | Votantes |
| Freguesia             | PS    | PSD -CDS | CDU   | BE   | PAN  | MIPA | PCTP | PTP  | Votantes |
| --------------------- | ----- | -------- | ----- | ---- | ---- | ---- | ---- | ---- | -------- |
| Águas Livres          | 44,45 | 18,47    | 14,03 | 9,01 | 4,13 | 2,31 | 1,30 | 0,25 | 13 187   |
| Alfragide             | 36,72 | 29,61    | 9,39  | 8,71 | 4,30 | 2,92 | 0,81 | 0,18 | 6 542    |
| Encosta do Sol        | 48,59 | 15,72    | 13,97 | 7,63 | 3,56 | 2,00 | 2,02 | 0,32 | 9 671    |
| Falagueira-Venda Nova | 47,91 | 15,12    | 14,63 | 8,09 | 3,86 | 3,14 | 1,95 | 0,21 | 8 038    |
| Mina de Água          | 44,90 | 17,06    | 11,93 | 8,02 | 4,52 | 5,37 | 1,73 | 0,26 | 15 168   |
| Venteira              | 43,51 | 19,75    | 13,92 | 7,52 | 4,09 | 4,28 | 0,94 | 0,33 | 9 679    |
| Amadora               | 44,69 | 18,64    | 13,08 | 8,17 | 4,11 | 3,48 | 1,49 | 0,26 | 62 285   |

#### Águas Livres
| Partido                 | Partido                             | Votos  | %               | +/-  |
| ----------------------- | ----------------------------------- | ------ | --------------- | ---- |
|                         | Partido Socialista                  | 5 861  | 44,45 / 100,00  | 6,18 |
|                         | PSD-CDS                             | 2 435  | 18,47 / 100,00  | 0,53 |
|                         | Coligação Democrática Unitária      | 1 850  | 14,03 / 100,00  | 8,16 |
|                         | Bloco de Esquerda                   | 1 188  | 9,01 / 100,00   | 1,63 |
|                         | Pessoas–Animais–Natureza            | 545    | 4,13 / 100,00   | -    |
|                         | Movimento Independente pela Amadora | 304    | 2,31 / 100,00   | Novo |
|                         | PCTP/MRPP                           | 171    | 1,30 / 100,00   | -    |
|                         | Partido Trabalhista Português       | 33     | 0,25 / 100,00   | 1,58 |
| Votos Inválidos         | Votos Inválidos                     | 800    | 6,06 / 100,00   | 5,26 |
| Total                   | Total                               | 13 187 | 100,00 / 100,00 |      |
| Eleitorado/Participação | Eleitorado/Participação             | 31 947 | 41,28 / 100,00  | 1,54 |

#### Alfragide
| Partido                 | Partido                             | Votos  | %               | +/-  |
| ----------------------- | ----------------------------------- | ------ | --------------- | ---- |
|                         | Partido Socialista                  | 2 402  | 36,72 / 100,00  | 4,01 |
|                         | PSD-CDS                             | 1 937  | 29,61 / 100,00  | 0,51 |
|                         | Coligação Democrática Unitária      | 614    | 9,39 / 100,00   | 7,69 |
|                         | Bloco de Esquerda                   | 570    | 8,71 / 100,00   | 0,35 |
|                         | Pessoas–Animais–Natureza            | 281    | 4,30 / 100,00   | -    |
|                         | Movimento Independente pela Amadora | 191    | 2,92 / 100,00   | Novo |
|                         | PCTP/MRPP                           | 53     | 0,81 / 100,00   | -    |
|                         | Partido Trabalhista Português       | 12     | 0,18 / 100,00   | 0,84 |
| Votos Inválidos         | Votos Inválidos                     | 482    | 7,37 / 100,00   | 4,36 |
| Total                   | Total                               | 6 542  | 100,00 / 100,00 |      |
| Eleitorado/Participação | Eleitorado/Participação             | 13 709 | 47,72 / 100,00  | 3,40 |

#### Encosta do Sol
| Partido                 | Partido                             | Votos  | %               | +/-  |
| ----------------------- | ----------------------------------- | ------ | --------------- | ---- |
|                         | Partido Socialista                  | 4 699  | 48,59 / 100,00  | 1,11 |
|                         | PSD-CDS                             | 1 520  | 15,72 / 100,00  | 0,80 |
|                         | Coligação Democrática Unitária      | 1 351  | 13,97 / 100,00  | 6,52 |
|                         | Bloco de Esquerda                   | 738    | 7,63 / 100,00   | 1,47 |
|                         | Pessoas–Animais–Natureza            | 344    | 3,56 / 100,00   | -    |
|                         | PCTP/MRPP                           | 195    | 2,02 / 100,00   | -    |
|                         | Movimento Independente pela Amadora | 193    | 2,00 / 100,00   | Novo |
|                         | Partido Trabalhista Português       | 31     | 0,32 / 100,00   | 1,00 |
| Votos Inválidos         | Votos Inválidos                     | 600    | 6,21 / 100,00   | 3,42 |
| Total                   | Total                               | 9 671  | 100,00 / 100,00 |      |
| Eleitorado/Participação | Eleitorado/Participação             | 22 985 | 42,08 / 100,00  | 2,78 |

#### Falagueira-Venda Nova
| Partido                 | Partido                             | Votos  | %               | +/-  |
| ----------------------- | ----------------------------------- | ------ | --------------- | ---- |
|                         | Partido Socialista                  | 3 851  | 47,91 / 100,00  | 1,48 |
|                         | PSD-CDS                             | 1 215  | 15,12 / 100,00  | 0,27 |
|                         | Coligação Democrática Unitária      | 1 176  | 14,63 / 100,00  | 9,61 |
|                         | Bloco de Esquerda                   | 650    | 8,09 / 100,00   | 2,30 |
|                         | Pessoas–Animais–Natureza            | 310    | 3,86 / 100,00   | -    |
|                         | Movimento Independente pela Amadora | 252    | 3,14 / 100,00   | Novo |
|                         | PCTP/MRPP                           | 157    | 1,95 / 100,00   | -    |
|                         | Partido Trabalhista Português       | 17     | 0,21 / 100,00   | 0,98 |
| Votos Inválidos         | Votos Inválidos                     | 410    | 5,10 / 100,00   | 2,41 |
| Total                   | Total                               | 8 038  | 100,00 / 100,00 |      |
| Eleitorado/Participação | Eleitorado/Participação             | 19 238 | 41,78 / 100,00  | 0,30 |

#### Mina de Água
| Partido                 | Partido                             | Votos  | %               | +/-  |
| ----------------------- | ----------------------------------- | ------ | --------------- | ---- |
|                         | Partido Socialista                  | 6 810  | 44,90 / 100,00  | 1,18 |
|                         | PSD-CDS                             | 2 588  | 17,06 / 100,00  | 0,16 |
|                         | Coligação Democrática Unitária      | 1 809  | 11,93 / 100,00  | 7,72 |
|                         | Bloco de Esquerda                   | 1 217  | 8,02 / 100,00   | 1,85 |
|                         | Movimento Independente pela Amadora | 814    | 5,37 / 100,00   | Novo |
|                         | Pessoas–Animais–Natureza            | 685    | 4,52 / 100,00   | -    |
|                         | PCTP/MRPP                           | 262    | 1,73 / 100,00   | -    |
|                         | Partido Trabalhista Português       | 40     | 0,26 / 100,00   | 1,32 |
| Votos Inválidos         | Votos Inválidos                     | 943    | 6,22 / 100,00   | 3,08 |
| Total                   | Total                               | 15 168 | 100,00 / 100,00 |      |
| Eleitorado/Participação | Eleitorado/Participação             | 35 684 | 42,51 / 100,00  | 1,44 |

#### Venteira
| Partido                 | Partido                             | Votos  | %               | +/-  |
| ----------------------- | ----------------------------------- | ------ | --------------- | ---- |
|                         | Partido Socialista                  | 4 211  | 43,51 / 100,00  | 1,71 |
|                         | PSD-CDS                             | 1 912  | 19,75 / 100,00  | 1,13 |
|                         | Coligação Democrática Unitária      | 1 347  | 13,92 / 100,00  | 6,07 |
|                         | Bloco de Esquerda                   | 728    | 7,52 / 100,00   | 1,37 |
|                         | Movimento Independente pela Amadora | 414    | 4,28 / 100,00   | Novo |
|                         | Pessoas–Animais–Natureza            | 396    | 4,09 / 100,00   | -    |
|                         | PCTP/MRPP                           | 91     | 0,94 / 100,00   | -    |
|                         | Partido Trabalhista Português       | 32     | 0,33 / 100,00   | 1,49 |
| Votos Inválidos         | Votos Inválidos                     | 548    | 5,66 / 100,00   | 3,70 |
| Total                   | Total                               | 9 679  | 100,00 / 100,00 |      |
| Eleitorado/Participação | Eleitorado/Participação             | 22 274 | 43,45 / 100,00  | 2,28 |

### Juntas de Freguesia

#### Águas Livres
| Partido                 | Partido                             | Votos  | %               | +/-  | Mandatos | +/-     |
| ----------------------- | ----------------------------------- | ------ | --------------- | ---- | -------- | ------- |
|                         | Partido Socialista                  | 5 641  | 42,78 / 100,00  | 6,18 | 10 / 19  | 2       |
|                         | PSD-CDS                             | 2 563  | 19,44 / 100,00  | 0,58 | 4 / 19   | Estável |
|                         | Coligação Democrática Unitária      | 2 130  | 16,15 / 100,00  | 6,43 | 3 / 19   | 2       |
|                         | Bloco de Esquerda                   | 1 336  | 10,13 / 100,00  | 3,55 | 2 / 19   | 1       |
|                         | Movimento Independente Águas Livres | 383    | 2,90 / 100,00   | 1,92 | 0 / 19   | 1       |
|                         | Nós, Cidadãos!                      | 264    | 2,00 / 100,00   | Novo | 0 / 19   | Novo    |
| Votos Inválidos         | Votos Inválidos                     | 870    | 6,60 / 100,00   | 3,96 |          |         |
| Total                   | Total                               | 13 187 | 100,00 / 100,00 |      | 19 / 19  |         |
| Eleitorado/Participação | Eleitorado/Participação             | 31 947 | 41,28 / 100,00  | 1,54 |          |         |

#### Alfragide
| Partido                 | Partido                             | Votos  | %               | +/-  | Mandatos | +/-     |
| ----------------------- | ----------------------------------- | ------ | --------------- | ---- | -------- | ------- |
|                         | Partido Socialista                  | 2 392  | 36,56 / 100,00  | 6,23 | 6 / 13   | 1       |
|                         | PSD-CDS                             | 2 159  | 33,00 / 100,00  | 1,72 | 5 / 13   | Estável |
|                         | Coligação Democrática Unitária      | 625    | 9,55 / 100,00   | 6,20 | 1 / 13   | 1       |
|                         | Bloco de Esquerda                   | 557    | 8,51 / 100,00   | 0,45 | 1 / 13   | Estável |
|                         | Movimento Independente de Alfragide | 350    | 5,35 / 100,00   | Novo | 0 / 13   | Novo    |
| Votos Inválidos         | Votos Inválidos                     | 460    | 7,03 / 100,00   | 4,21 |          |         |
| Total                   | Total                               | 6 543  | 100,00 / 100,00 |      | 13 / 13  |         |
| Eleitorado/Participação | Eleitorado/Participação             | 13 709 | 47,73 / 100,00  | 3,41 |          |         |

#### Encosta do Sol
| Partido                 | Partido                                         | Votos  | %               | +/-  | Mandatos | +/-     |
| ----------------------- | ----------------------------------------------- | ------ | --------------- | ---- | -------- | ------- |
|                         | Partido Socialista                              | 4 707  | 48,67 / 100,00  | 1,26 | 12 / 19  | 2       |
|                         | Coligação Democrática Unitária                  | 1 526  | 15,78 / 100,00  | 5,84 | 3 / 19   | 2       |
|                         | PSD-CDS                                         | 1 486  | 15,37 / 100,00  | 0,55 | 3 / 19   | Estável |
|                         | Bloco de Esquerda                               | 693    | 7,17 / 100,00   | 0,73 | 1 / 19   | Estável |
|                         | Movimento Independente Encosta do Sol           | 220    | 2,27 / 100,00   | Novo | 0 / 19   | Novo    |
|                         | Partido Comunista dos Trabalhadores Portugueses | 199    | 2,06 / 100,00   | -    | 0 / 19   | -       |
|                         | Nós, Cidadãos!                                  | 197    | 2,04 / 100,00   | Novo | 0 / 19   | Novo    |
| Votos Inválidos         | Votos Inválidos                                 | 643    | 6,65 / 100,00   | 3,05 |          |         |
| Total                   | Total                                           | 9 671  | 100,00 / 100,00 |      | 19 / 19  |         |
| Eleitorado/Participação | Eleitorado/Participação                         | 22 985 | 42,08 / 100,00  | 2,77 |          |         |

#### Falagueira - Venda Nova
| Partido                 | Partido                                        | Votos  | %               | +/-  | Mandatos | +/-     |
| ----------------------- | ---------------------------------------------- | ------ | --------------- | ---- | -------- | ------- |
|                         | Partido Socialista                             | 3 830  | 47,60 / 100,00  | 1,71 | 8 / 13   | 2       |
|                         | Coligação Democrática Unitária                 | 1 377  | 17,11 / 100,00  | 7,87 | 2 / 13   | 3       |
|                         | PSD-CDS                                        | 1 237  | 15,37 / 100,00  | 0,38 | 2 / 13   | 1       |
|                         | Bloco de Esquerda                              | 667    | 8,29 / 100,00   | 1,73 | 1 / 13   | Estável |
|                         | Movimento Independente Falagueira - Venda Nova | 330    | 4,10 / 100,00   | Novo | 0 / 13   | Novo    |
|                         | Nós, Cidadãos!                                 | 145    | 1,80 / 100,00   | Novo | 0 / 13   | Novo    |
| Votos Inválidos         | Votos Inválidos                                | 460    | 5,72 / 100,00   | 1,85 |          |         |
| Total                   | Total                                          | 8 046  | 100,00 / 100,00 |      | 13 / 13  | 6       |
| Eleitorado/Participação | Eleitorado/Participação                        | 19 238 | 41,82 / 100,00  | 0,36 |          |         |

#### Mina de Água
| Partido                 | Partido                                         | Votos  | %               | +/-  | Mandatos | +/-     |
| ----------------------- | ----------------------------------------------- | ------ | --------------- | ---- | -------- | ------- |
|                         | Partido Socialista                              | 6 614  | 43,60 / 100,00  | 2,04 | 10 / 19  | Estável |
|                         | PSD-CDS                                         | 2 689  | 17,73 / 100,00  | 0,19 | 4 / 19   | Estável |
|                         | Coligação Democrática Unitária                  | 1 947  | 12,84 / 100,00  | 7,51 | 2 / 19   | 2       |
|                         | Bloco de Esquerda                               | 1 319  | 8,70 / 100,00   | 1,31 | 2 / 19   | 1       |
|                         | Movimento Independente Mina de Água             | 1 296  | 8,54 / 100,00   | Novo | 1 / 19   | Novo    |
|                         | Partido Comunista dos Trabalhadores Portugueses | 314    | 2,07 / 100,00   | -    | 0 / 19   | -       |
| Votos Inválidos         | Votos Inválidos                                 | 989    | 6,52 / 100,00   | 3,19 |          |         |
| Total                   | Total                                           | 15 168 | 100,00 / 100,00 |      | 19 / 19  |         |
| Eleitorado/Participação | Eleitorado/Participação                         | 35 684 | 42,51 / 100,00  | 1,44 |          |         |

#### Venteira
| Partido                 | Partido                         | Votos  | %               | +/-  | Mandatos | +/-     |
| ----------------------- | ------------------------------- | ------ | --------------- | ---- | -------- | ------- |
|                         | Partido Socialista              | 4 197  | 43,34 / 100,00  | 4,18 | 10 / 19  | 1       |
|                         | PSD-CDS                         | 2 018  | 20,84 / 100,00  | 1,75 | 4 / 19   | Estável |
|                         | Coligação Democrática Unitária  | 1 519  | 15,69 / 100,00  | 3,56 | 3 / 19   | 1       |
|                         | Bloco de Esquerda               | 785    | 8,11 / 100,00   | 2,55 | 1 / 19   | Estável |
|                         | Movimento Independente Venteira | 503    | 5,19 / 100,00   | Novo | 1 / 19   | Novo    |
| Votos Inválidos         | Votos Inválidos                 | 661    | 6,82 / 100,00   | 2,23 |          |         |
| Total                   | Total                           | 9 683  | 100,00 / 100,00 |      | 19 / 19  |         |
| Eleitorado/Participação | Eleitorado/Participação         | 22 274 | 43,47 / 100,00  | 2,37 |          |         |

#### Juntas antes e depois das Eleições
| Freguesia             | 2013-2017 | 2013-2017          | 2013-2017      | 2017-2021 | 2017-2021          | 2017-2021      |
| --------------------- | --------- | ------------------ | -------------- | --------- | ------------------ | -------------- |
| Águas Livres          |           | Partido Socialista | 36,60 / 100,00 |           | Partido Socialista | 42,78 / 100,00 |
| Alfragide             |           | PSD-CDS            | 34,72 / 100,00 |           | Partido Socialista | 36,56 / 100,00 |
| Encosta do Sol        |           | Partido Socialista | 47,41 / 100,00 |           | Partido Socialista | 48,67 / 100,00 |
| Falagueira-Venda Nova |           | Partido Socialista | 45,89 / 100,00 |           | Partido Socialista | 47,60 / 100,00 |
| Mina de Água          |           | Partido Socialista | 45,64 / 100,00 |           | Partido Socialista | 43,60 / 100,00 |
| Venteira              |           | Partido Socialista | 39,16 / 100,00 |           | Partido Socialista | 43,34 / 100,00 |